# الطيور في الثقافة
تعتبر الطيور جزء من ثقافة الإنسان وبمعنى أوسع من السلوك الاجتماعي، العادات والممارسات بما في ذلك الأشكال التعبيرية على سبيل الذكر لا الحصر، كالفن والغناء والدين منذ آلاف السنين. استخدم المجتمع الإنساني الطيور سواء اقتصاديا بما في ذلك الغذاء أو غير اقتصادي، في الرياضة والتسلية والإلهام.
ظهرت الطيور في الأساطير والديانات في العديد من الثقافات منذ الحضارة السومرية القديمة. فعلى سبيل المثال، كانت الحمامة رمزا للآلهة القديمة لبلاد الرافدين إنانا، وللآلهة الأم الكنعانية عشيره، وكذلك للآلهة اليونانية أفروديت.و كانت أثينا، آلهة الحكمة اليونانية، تتخذ من بومة أم قويق رمزا لها. أما في الهند القديمة، فقد كان الطاووس يمثل أرض الأم. لطالما اعتبرت الطيور رموزا سواء أكانت جالبة للحظ السيئ والموت، أو كشيء مقدس، أو كشعار للنبالة. ومن حيث التسلية، استعملت الطيور الجارحة لصيد الصقور. بينما تم الاحتفاظ بطيور الأقفاص لأجل نغماتها. واستعملت الطيور الأخرى في الرياضات التقليدية كمصارعة الديوك وسباق الحمام. كما تطورت مشاهدة الطيور أيضا لتصبح نشاطا ترفيهيا.تظهر الطيور في مجموعة متنوعة من أشكال الفن مثل الرسم والنحت والشعر والنثر والأفلام والموضة. تظهر الطيور أيضا في الموسيقى وكذلك الرقص التقليدي والباليه.و في بعض الحالات، تشكل الطيور محورا لنوع من الفن كما هو الحال بالنسبة للرسم الصيني للطير والورد.

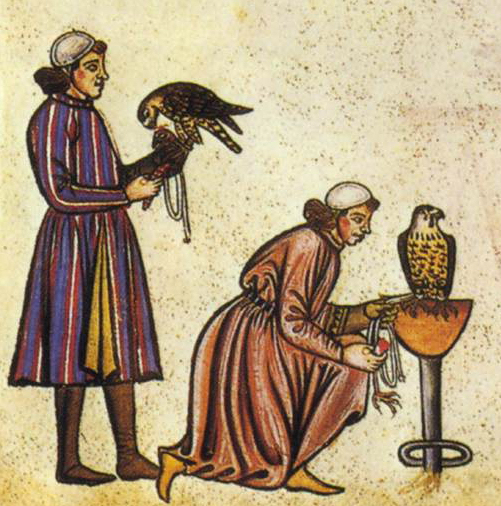
صورة تفصيلية لاثنين من مربي الصقور في القرون الوسطى 1240، De arte venandi cum avibus.

ومن حيث الاستخدامات الاقتصادية، تم اصطياد الطيور من أجل الغذاء منذ العصر الحجري القديم. حيث تم إمساكهم وتربيتهم كدواجن لتوفير اللحم والبيض منذ مصر القديمة على الأقل. كما استعملت بعض الأنواع أيضا لتحديد مكان الطعام كما هو الحال في الصيد بطائرالغاق واستعمال مرشدات العسل.واستخدم الريش منذ فترة طويلة لصنع الأفرشة وأقلام الريشة وقذة السهام أيضا.
تواجه اليوم عدة فصائل خطر تدمير البيئة وكذا تهديدات أخرى يتسبب فيها الإنسان. لذلك تسعى مجموعات الحفاظ على الطيور لحمايتهم وتعمل على التأثير في الحكومات لحثهم على فعل الشيء نفسه.

## الإلهام والرمزية

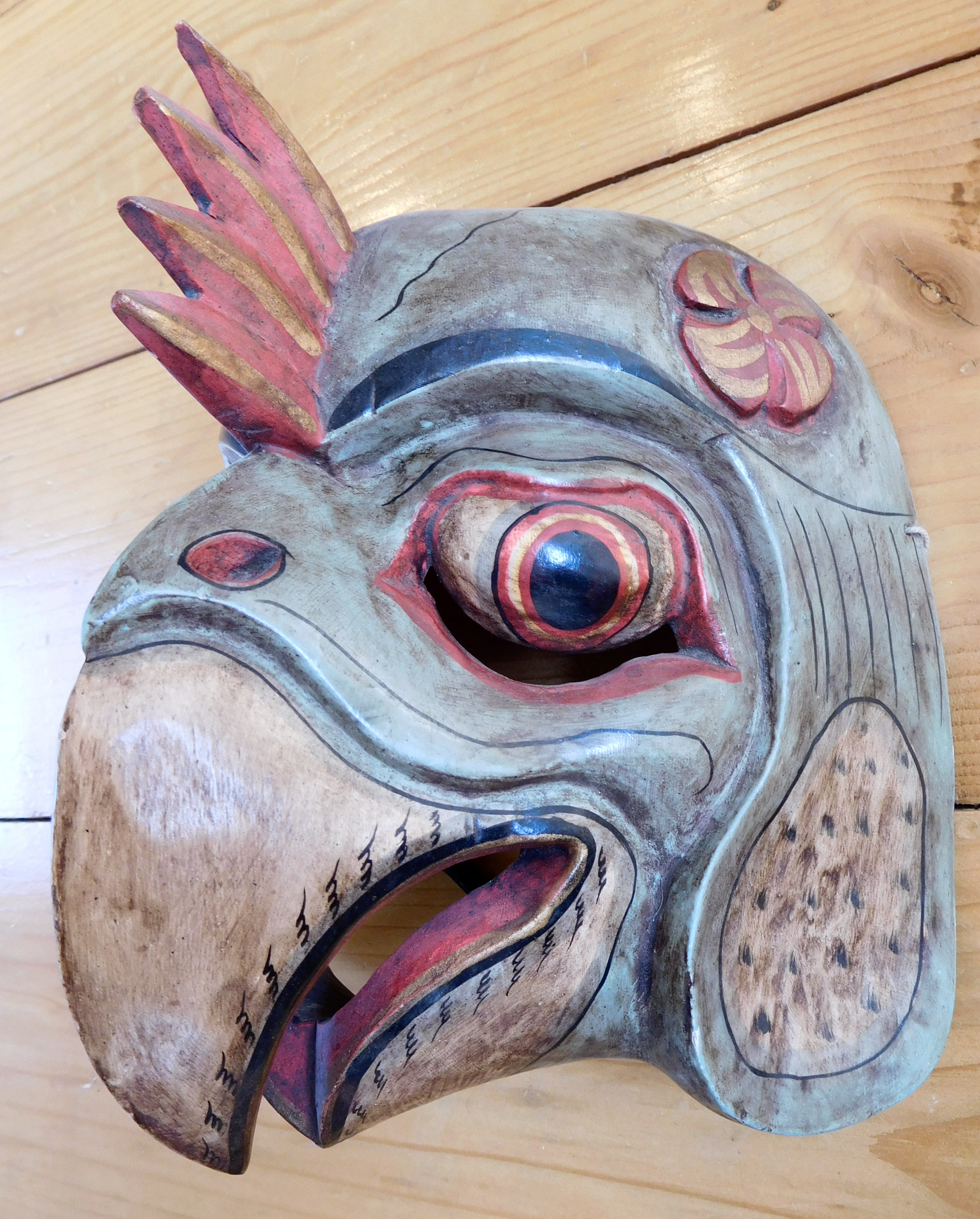
قناع خشبي على شكل دجاجة.بالي، أواخر القرن العشرين

لاحظ كُتّاب الطبيعة مارك كوكر وريتشارد مابي وهم يستعرضان حب الناس للطيور أن الناس تتأثر مشاعرهم نحو الطيور بطرق مختلفة، كاستمتاعهم بـ «العروض المبهجة» لطائر أبو طيط  أو «بجمال وغموض» نداء البومة السمراء في ليلة شتاء باردة. فهم يرون أن الناس يأنسون بالرفقة البسيطة للطيور فهي مصدر إلهام لهم لابتكار الفن.كما تمكنهم من ملاحظة الفصول وتعطيهم معنى للمكان كما يستعملونها «كـرموز للفرح والحب». تمكن رجل الدولة السابق إدوارد گريْ، أول ڤايكونت گرِيْ من فالودون من التعبير على شعوره نحو الطيور في كتابه «سحر الطيور» سنة 1927. فحفز هذا بدوره نية حماية الطيور والمحافظة على بيئتها. وفي الوقت نفسه الذي كان يكتب فيه كري كتابه، بدأت المنظمات الأولى في البزوغ في بريطانيا، وذلك عائذ إلى الانقراض السريع للأنواع المألوفة التي تم اصطيادها لاستعمال من ريشها والاستفادة منها كغذاء. تراكمت معتقدات كثيرة غنية بالرمزية حول الطيور وتم تدوينها في أوائل القرن العشرين على أنها أشياء قد تلاشت من الذاكرة. فعلى سبيل المثال، ارتبط العصفور الدوري بـ «الجنس والفسق» منذ مصر القديمة أين تم التعبير عن الشهوة بكتابته هيروغليفيا. ومن المنطلق نفسه، كان العصفور الدوري في العصر الكلاسيكي مقدسا لآلهة الحب أفروديت أو فينوس. كما ظهر العصفور الدوري في قصيدة مثيرة لكاتالوس للسبب ذاته. وقام تشوسر بوصف المدعى في مجموعته «حكايات كانتربري» على أنه «فاسق كعصفور دوري».
أظهرت دراسات مدى أهمية الطيور للمجتمعات الفردية، حيث أنها تمس جميع جوانب الحياة. ففي مجتمعات الأنديز مثل الموشي (1- 800 م)، والنازكا (100- 700 م)، والتشيمو (1150- 1450)، تمت المتاجرة بالببغاء وريش المكاو من غابات الأمازون المطيرة إلى غاية جبال وسواحل المحيط الهندي. بينما جمعت فضلاتها لاستعمالها كأسمدة. كما استلهم منها الفنانون والحرفيون صنع المنسوجات والمجوهرات المعدنية وخزف الذي يصور نسورا وطيور غاق وبط وطيورطنانة وبوم وجوارح وطيور الخواض. كما أعطت ديانتهم للطيور معاني رمزية أيضا.
حصلت جمعية أودوبون التي قامت باستعراض أهمية الطيور سنة 2013، على تصريحات من عدة أشخاص لهم وجهات نظر مختلفة، من بينهم مدير العلوم للجمعية غاري لانغهام، الذي صرح أن الشيء الجيد للطيور يعتبر جيدا للبشر أيضا. ولاحظ الكاتب دايفيد آلان سيبلي، أن الطيور تجلب بعضا من الوحشية للمنتزهات والحدائق. بينما ترى الكاتبة باربارا كينغ سولفر أن الطيور جزء من الحياة على الأرض. وكتبت الممثلة جين كويغلي: «تذكرنا الطيور بوجود الملائكة.» ونوَّهت عالمة الطيور الشرعية كارلا دوف أن الطيور مؤشرات بيولوجية على صحة البيئة وتغير المناخ وقدوم فصل الربيع.
كان يُنظر إلى الطيور على أنها رموز وأنها تستعمل على ذلك النحو. إلا أن التصورات لفصائل الطيور تختلف بشكل كبير حسب الثقافات. ففي بعض المناطق، تتمتع الطيور بصورة إيجابية بينما يُنظر إليها بطريقة سلبية في مناطق أخرى. ففي بعض أنحاء إفريقيا، يرتبط البوم بالحظ السيء والسحر والموت. ولكنها تعتبر رمزا للحكمة في معظم أنحاء أوربا. وتتمتع فصيلة الهدهديات بالقداسة في مصر القديمة وتعتبر رمزا للفضيلة في بلاد فارس. بينما اعتُبروا لصوصا في معظم أوربا، ونذراء حرب في اسكندنافيا.
وفي علم شعارات النبالة، غالباً ما تظهر الطيور، وخاصة النسور في المعاطف الحربية. ففي بريطانيا، يطلق على أكثر من 3000 حانة إسما من أسماء الطيور، وأحيانًا تخلد ذكرى أسرة محلية بشعار طائر من معاطفهم الحربية، ولأسباب أخرى أحيانًا. هناك العشرات من الحانات المسماة بـ«كروز نيست» (Crow’s Nest)، «دوج أند داك» (Dog and Duck)، «إيجل أند تشايلد» (Eagle and Child)، «فالكون» (Falcon). كما يطلق على أكثر من 600 حانة أسماء البجع.
```
قد ترمز 
الطيورأيضا
 إلى صفات الإنسان مثل 
الغباء
 أو الثرثرة. فيطلق عليهم قول «عقل عصفور» أو «
وقواق
» من بين الكثير من الصفات الأخرى للحيوانات. وتظهر الطيور بشكل بارز في كثير من الأحيان في صفات غير محببة كقولنا «صاخب كإوزة» واستعارات كما هو الحال مع «يتكلم كثيرًا كالببغاء».
```

## في الميثولوجيا والدين

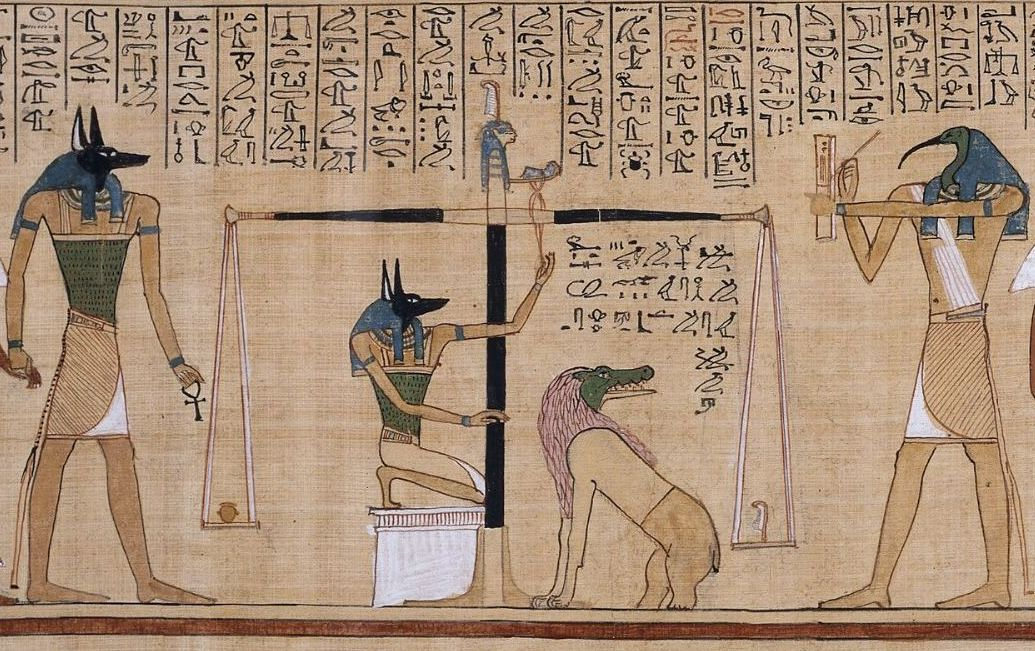
تحوت ذو رأس أبو منجل، كاتب الآلهة، بردية لحونفر. 1275 ق.م

ظهرت الطيور في علم الأساطير والدين تحت عدة أشكال.
فكانت الطيور تمثل الآلهة منذ مصر القديمة، حيث تم تبجيل أبو منجل المقدس كرمز للإله تحوت. وفي الهند، إعْتُبر الطاووس بمثابة أرض الأم عند السلالة الدرفيدية. في حين عرض الأباطرة المغول والفرس سلطتهم الإلهية بجلوسهم على عرش الطاووس. وفي الديانة اليزيدية، كان ميليك تاووس «الطاووس الملك» الشخصية الرئيسية في عقيدتهم. أما في طائفة الميكميك، كانت طيور التانغا مانو بمثابة رؤساء في جزيرة الفصح.

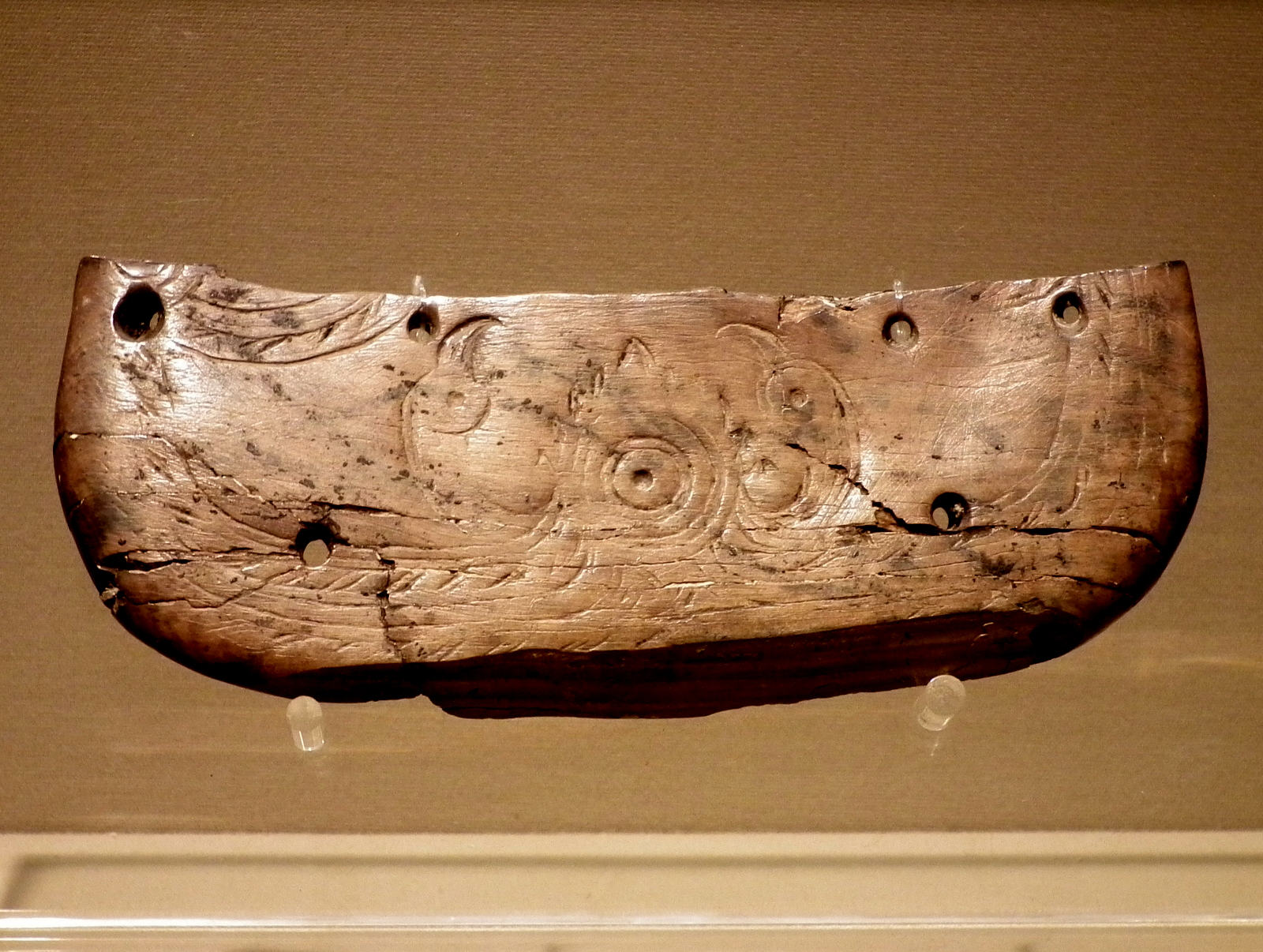
سفينة عاجية على شكل فراشة مع نحت لطائرين يواجهان الشمس، مما يدل على المعتقد البدائي المقدس لشعب همدو. 5500- 3300 ق.م

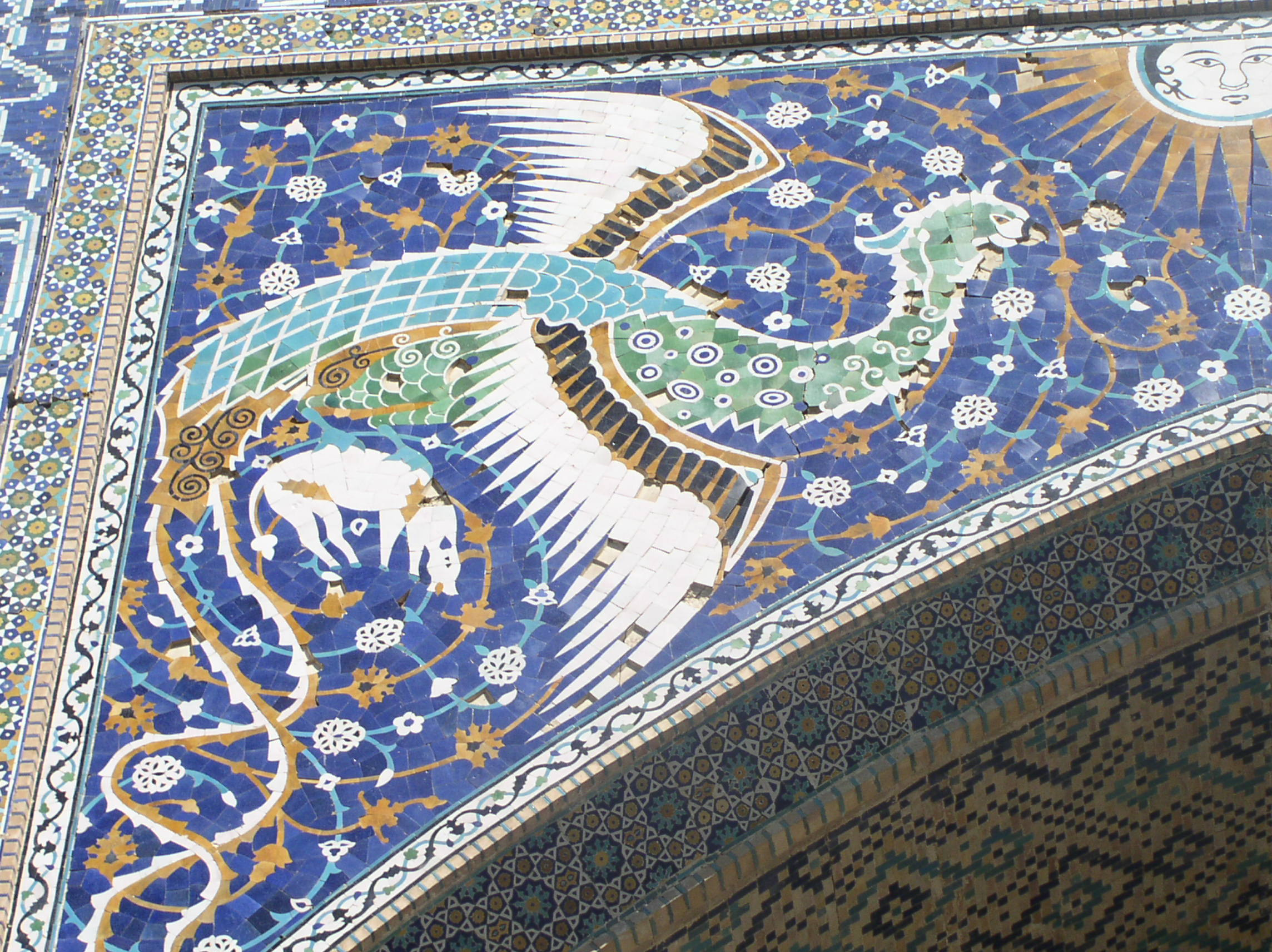
طائر السيمرغ على بلاط على مدرسة نذير ديوان بيجي، بخارى، أوزبكستان

لطالما اعتبرت الطيور رسل الروح للآلهة. ففي الأساطير الإسكندنافية، كان الغرابان هوغن ومونين يهمسان بالأخبار في آذان الإله أودين. وفي الديانات الإتروسكانية والرومانية في إيطاليا القديمة، كان الكهنة متخصصين في تأويل الظواهر الطبيعية، حيث قاموا بتفسير كلمات الطيور في حين أن الكهنة أوسبكس كانوا يراقبون أنشطة الطيور للتنبؤ بالأحداث. وفي إمبراطوريات الإنكا وتيواناكو في أمريكا الجنوبية، تم تصوير الطيور على أنها تتجاوز الحدود بين العوالم الروحية الدنيوية والسفلية.
تحافظ الشعوب الأصلية في جبال الأنديز الوسطى على أساطير الطيور المارة من وإلى العوالم الميتافيزيقية. ويقال أن طائر تشولومبي الأسطوري يشير إلى وجود بوابة بين هذه العوالم، وأنه يمكن أن يحول نفسه إلى اللاما. ومن بين الشعوب الفارسية في الهند وإيران، وممارسي فاجرايانا البوذية الذين يؤمنون بتناقل الأرواح في سيكيم ومنغوليا وبوتان ونيبال، تقام مراسيم دفن السماء منذ قرون. ففي هذه الطقوس، تُترك الجثث مكشوفة لنسور جريفون للقيام بتنظيفها. ولكن هذه الممارسة أخذت في التراجع، ليس فقط لفقدان معظم النسور في جميع أنحاء جنوب آسيا بل بسبب التسمم العرضي بمادة الديكلوفيناك البيطرية المضادة للإلتهاب.
كانت الطيور في بعض الأحيان بمثابة رموز دينية. ففي بلاد ما بين النهرين القديمة، شكل الحمام رموزا بارزة للآلهة إنانا (والتي عرفت فيما بعد باسم عشتار)، آلهة الحب والجنس والحرب. وفي بلاد الشام القديمة، كان الحمام يستخدم كرموز للآلهة الأم الكنعانية عشيره. وفي اليونان القديمة، كان يرمز لأثينا آلهة الحكمة الراعية لمدينة أثينا، ببومة صغيرة.
وفي الأيقونوغرافية اليونانية، عادة ما تظهر أثينا مصحوبة ببومة، فقد كانت البومة تستخدم كرمز لأثينا على العملات اليونانية. وفي العصور الكلاسيكية القديمة، كان الحمام مقدسا للآلهة اليونانية أفروديت، حيث استلهمت ارتباطها به من إنانا وعشتار. وكثيرًا ما تظهر أفروديت مع الحمام في الفخار اليوناني القديم. وخلال مهرجان أفروديت «أفروديسيا»، يضحى بحمامة لتطهر معابدها بدمائها.
أما في الأيقونوغرافية المسيحية في القرون الوسطى، فقد كانت وضعية «تجفيف الجناح» لطائر الغاق تمثل الصليب المسيحي، وبالتالي هيئة المسيح. ومن ناحية أخرى، جاء في ملحمة «الفردوس المفقود» لجون ملتون أن الوضعية المشابهة للصليب للطائر تشكل صورة زائفة للمسيح: «بعدها طار، و... جلس مثل طائر الغاق، غير أن هذه ليست حياة حقيقية ليقوم باستعادتها ولكنها جلسة الموت التي ابتكرها لأولئك الذين عاشوا».
وفي الأساطير، كانت الطيور في بعض الأحيان وحوشًا، كما هو الحال مع طائر الرخ وطائر بواكاي لشعوب الماوري، وهو طائر عملاق قادر على اختطاف البشر. وفي الأساطير الفارسية، كان السيمرغ طائراً عملاقا، وهو الأول الذي جاء إلى الوجود، وكان يعشش على شجرة حياة النبات التي تنمو في المحيط الكبير على مقربة من شجرة الخلود. حيث كانت مهمتها هي جمع بذور جميع النباتات من الشجرة.

## في الفنون
تم تصوير الطيور في جميع أنواع الفنون منذ أقدم العصور وحتى وقتنا الحاضر، بما في ذلك الرسم والنحت والأدب والموسيقى والمسرح والرقص التقليدي والباليه وكذلك الأفلام.
في الرسم والنحت
تم تصوير الطيور في اللوحات والمنحوتات والأعمال الفنية الأخرى منذ العصور القديمة، بما في ذلك لوحات الكهوف.

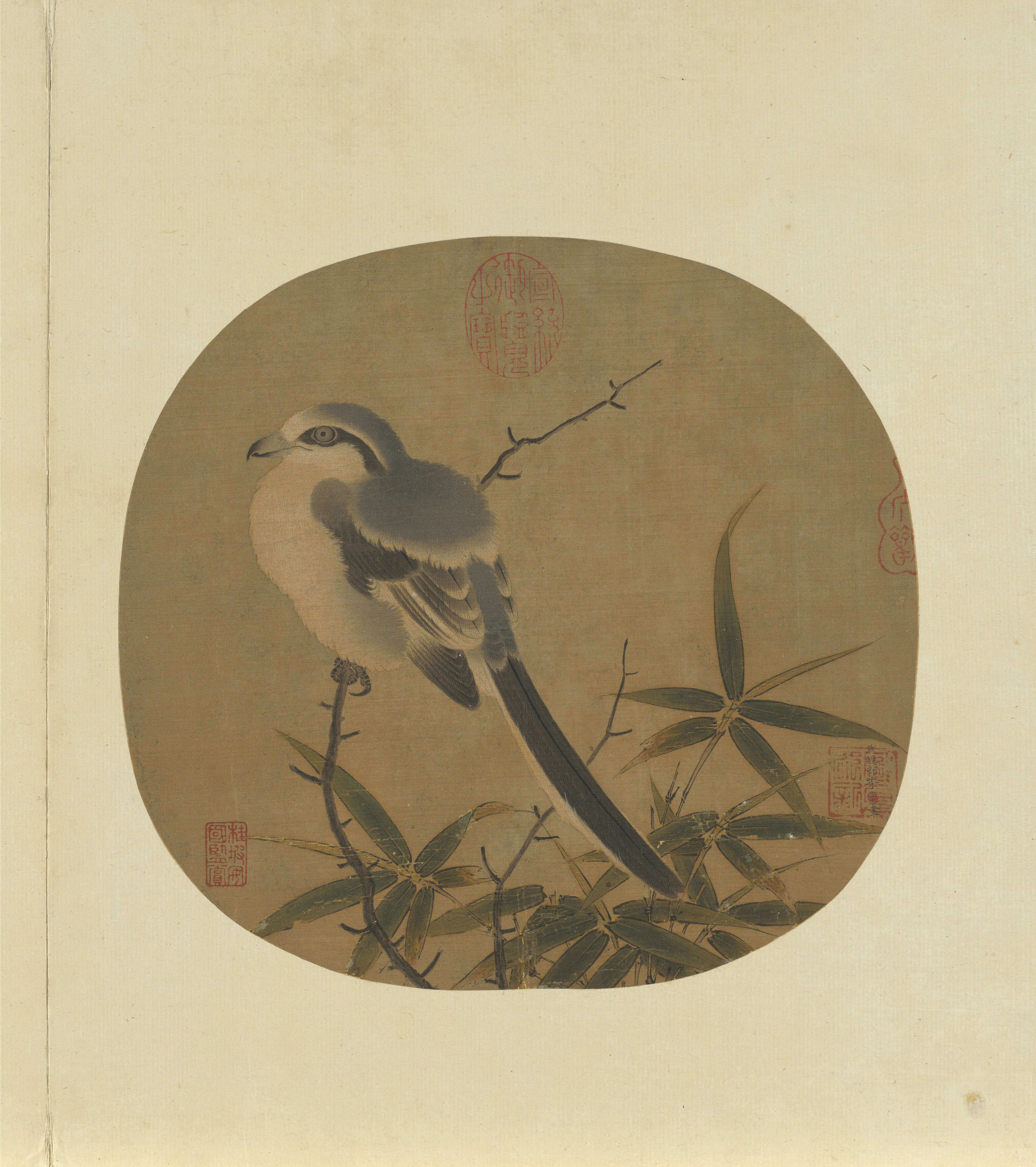
الخيزران والدقنوش. لوحة من الفن الصيني، القرن الثاني عشر. ألبوم ورقة وحبر وألوان على الحرير.

تعتبر مشاهد الزهور والعصافير في الفن الصيني واحدة من المواضيع الثلاثة الرئيسية (تتمثل الأخرى في المناظر الطبيعية والشخصيات)، منذ عهد السلالات الخمس في القرن العاشر. حيث ابتكر هوانغ تشوان أسلوب تشينغ الطبيعي لرسم الطيور.
```
لطالما إحتُفِيَ بالطيور في الفنون اليابانية، كالرسم وفن الرواشم وفن تلوين المعادن والسيراميك والفخار وذلك منذ القرن 18 و19. حيث استخدم فنانو الرواشم مثل 
كيتاغاوا أتامارو
 
وهوكوساي
 التأثيرات الغربية والصينية لإعطاء تأثير رفيع المستوى، في حين أعاد 
هيروشيغه
 صياغة المشاهد التقليدية للزهور والعصافير.
```

في الفن الحديث، تتضمن البعض من لوحات خوان ميرو «مجموعة متشابكة من الخطوط والرموز الصغيرة الملونة تشير إلى طيور وشخصيات رمزية ونجوم وحيوانات.» وفي النحت الحديث، يمثل الديك البرونزي (Cockerel) لبابلو بيكاسو سنة 1932، مجموعة من «الأشكال المدببة والمستطيلة».
أما في التماثيل العمومية، فيرمز تمثال المجريين الأسطوري تورول Turul للسلطة الوطنية والنبالة، كما نجد له العديد من التماثيل في المجر. بما في ذلك أكبر تمثال طير في العالم، والذي يقع على جبل بالقرب تاتابانيا.
في الشعر

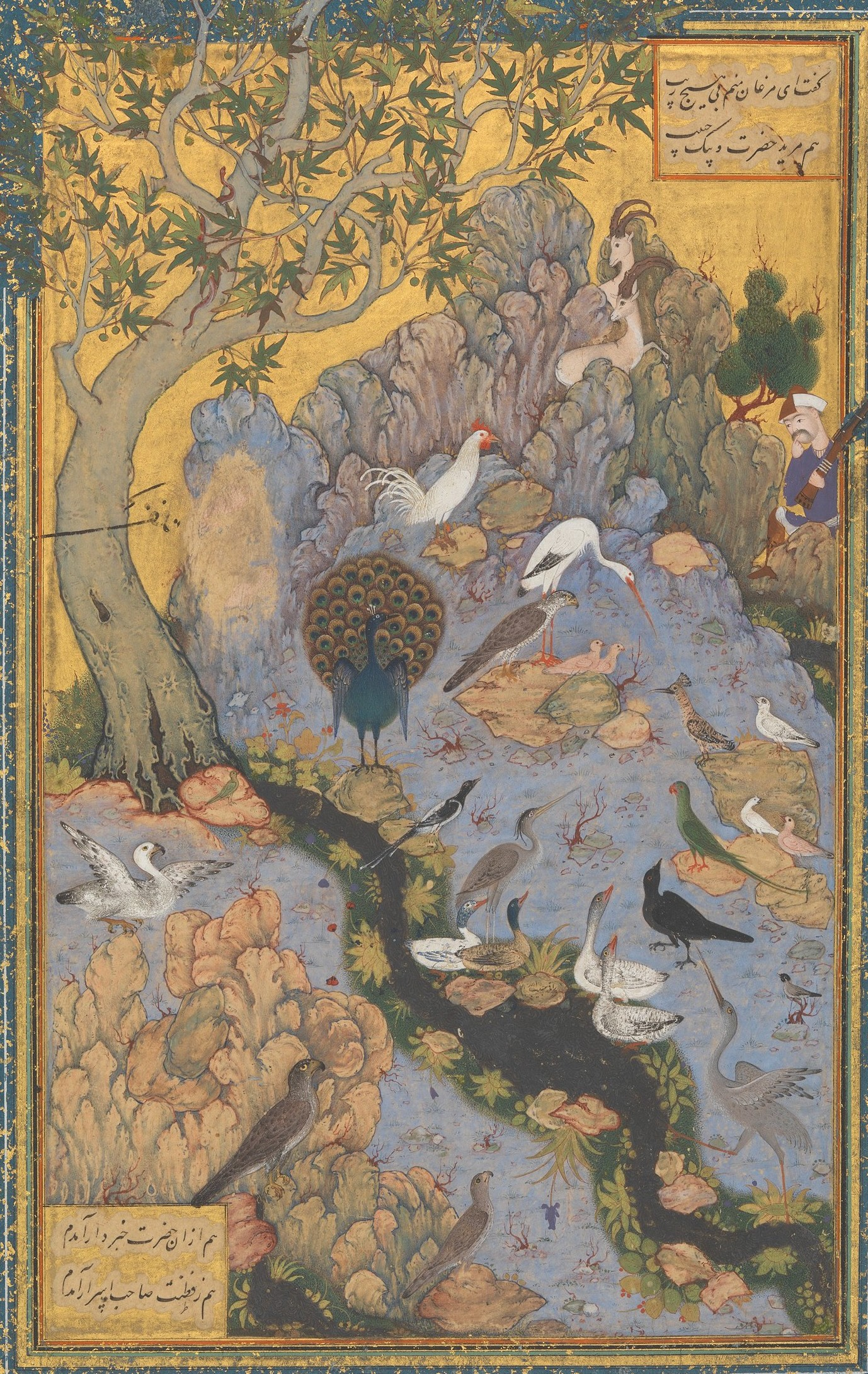
منطق الطير لفريد الدين العطار، رسم تفصيلي للغلاف، إيران،1610.

وقد تم الاحتفاء بالطيور في الشعر منذ العصور القديمة، فعلى سبيل المثال، كتب الشاعر الروماني كتولوس عن فتاة وعصفورها الدوري الأليف، في أحد أشهر أعماله «الدوري، فرحة فتاتي».
ظهرت الطيور في شعر القرون الوسطى حيث كانت مثلا تشكل شخصيات القصيدة الفارسية «منطق الطير» عام 1177. حيث تتجمع طيور العالم تحت الطائر الأكثر حكمة «الهدهد» ليقرروا من سيكون ملكهم.
في الشعر الرومانسي الإنجليزي، تعد قصيدة جون كيتس «أغنية إلى العندليب» سنة 1819، وقصيدة بيرسي بيش شيلي «إلى قبرة» سنة 1820 من بين الكلاسيكيات المشهورة. وتشمل قصائد الطيور التي كتبها جيرارد مانلي هوبكنز على «البحر والعندليب» و «ذو ويندهوفر» (العوسق). وفي الآونة الأخيرة، تعتبر مجموعة قصائد تيد هيوز عام 1970 والتي تدور حول شخصية طائر «الغراب»، واحدة من أهم أعماله.
في النثر

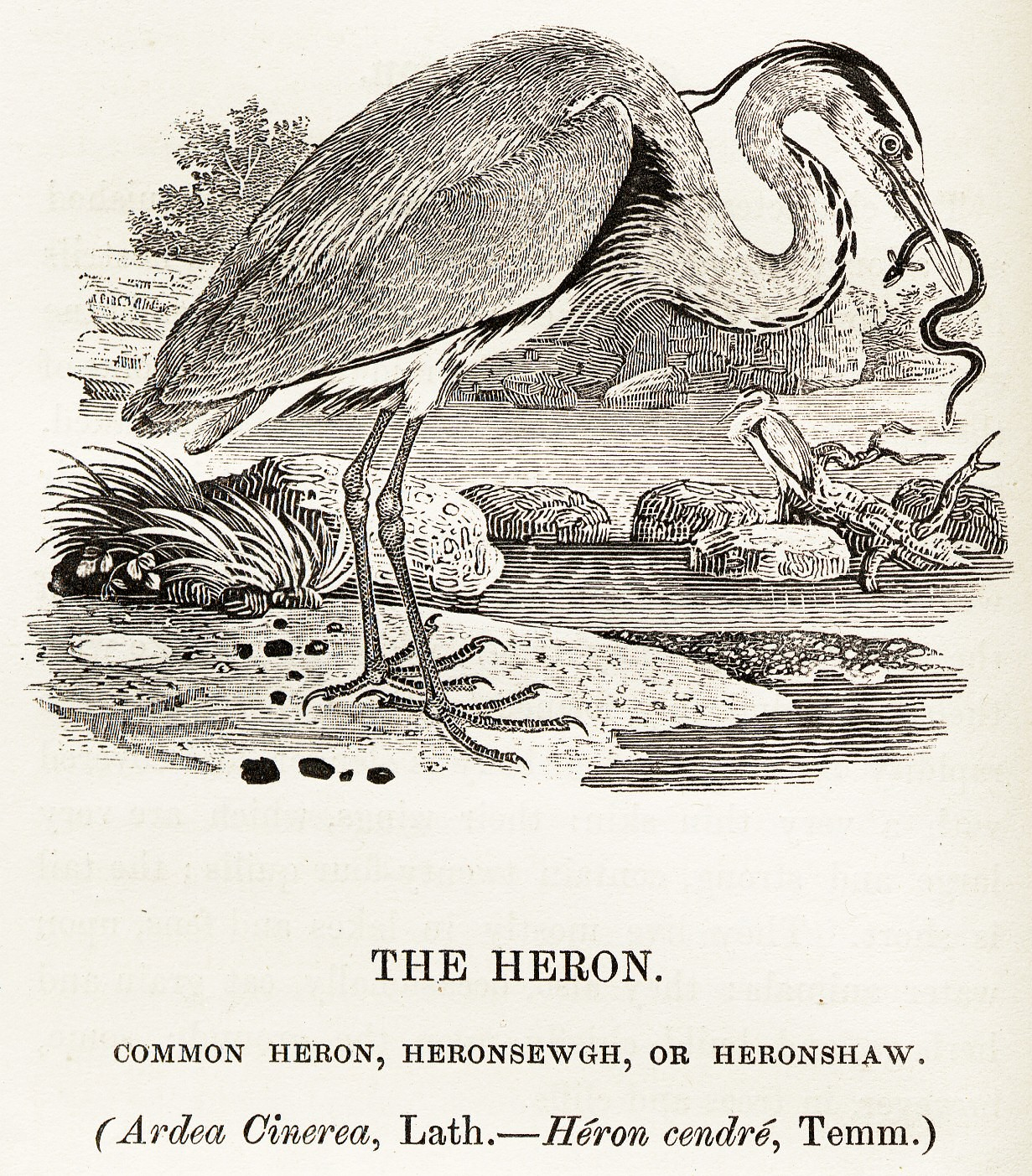
نقش على الخشب لمالك الحزين في كتاب تاريخ الطيور البريطانية لتوماس بيويك، 1797-1804.

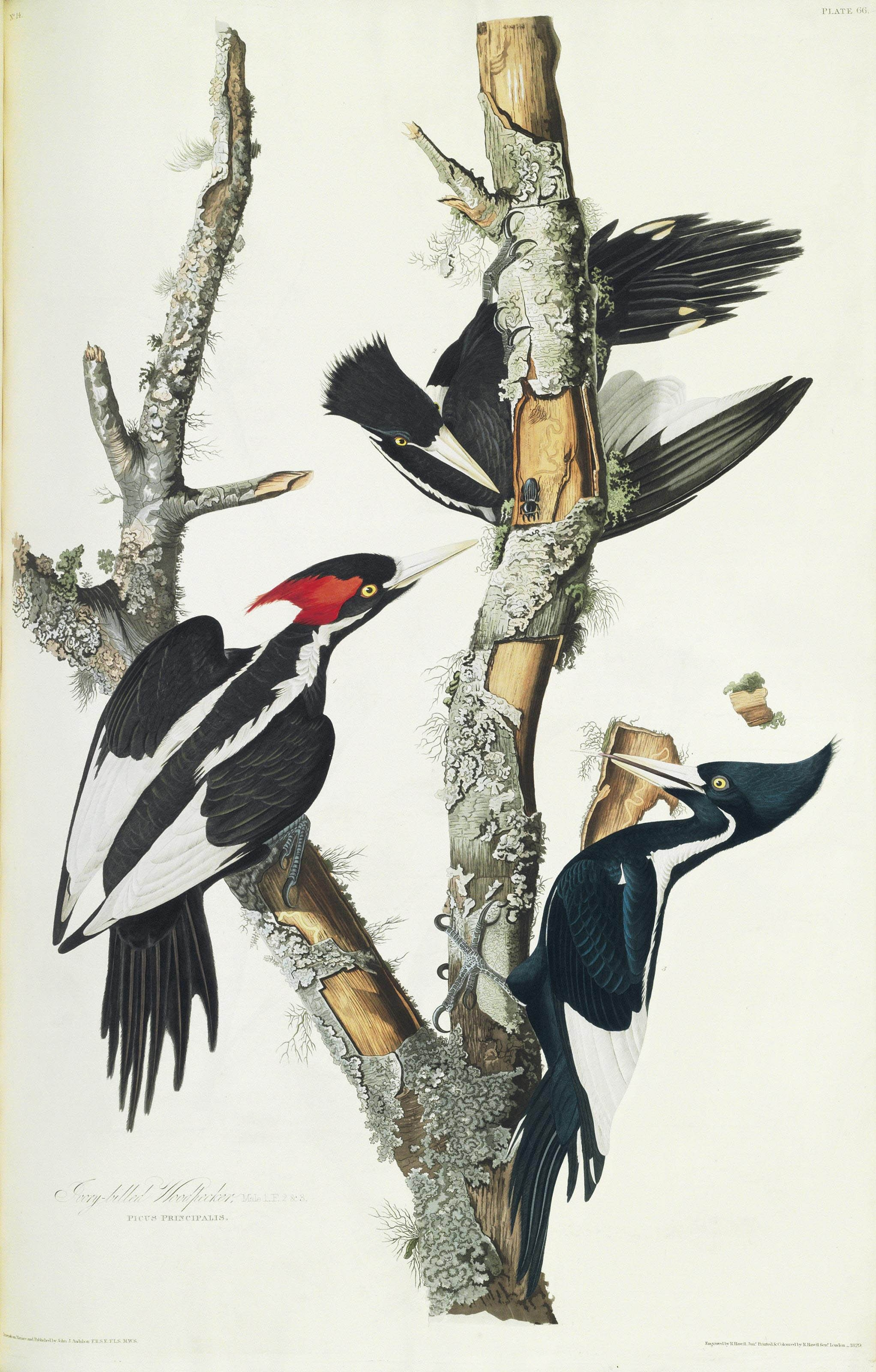
نقار الخشب ذو المنقار العاجي من كتاب طيور أمريكا لأودوبون، 1827-1838.

ظهرت الطيور أيضا في الأدب منذ العصور القديمة، فنجد من بين خرافات إيسوب حكاية الذئب والكركي وحكاية الثعلب واللقلق. تستخدم هذه الخرافات، والتي لها نظائر في التقاليد الشرقية مثل جافاساكونا جاتاكا البوذية (تاريخ ولادة)، الطيور لتوحي باستنتاجات أخلاقية عن السلوك البشري.
وفي الآونة الأخيرة، ظهرت الطيور من خلال الكتب المصورة لبعض الفنانين الاستثنائيين، حيث أنتجوا صورا دقيقة وجميلة، باستخدام أحدث تقنيات الطباعة المتاحة. جلبت صورة نقاش الخشب من كتاب تاريخ الطيور البريطانية لتوماس بيويك 1797-1804، رسومًا توضيحية معقولة للجمهور لأول مرة. وكان الكتاب في الواقع أول دليل ميداني للطيور. بينما كانت صور الطيور الهائلةً والمؤثرة في كتاب طيور أمريكا لجون جيمس أودوبون من بين أكثر الصور التي تحظى بإعجاب نقاد الفنون وهواة جمع الصور.
تحصلت الطبعات الأولى على أعلى الأسعار المدفوعة من بين كل الكتب الأخرى المطبوعة. كانت رسومات عالم الطيور جون غولد في الكتب المرتبطة مباشرة بأبحاثه، جميلة ومفيدة علميا مثل: قرن من الطيور غير المكتشفة من جبال الهيمالايا (1830- 1833) والمتضمن لـثمانين لوحة، وطيور أسترايا المتكون من سبعة مجلدات (1840-1848) والمتضمن لـ 600 لوحة.
تمثل الطيور شخصيات شعبية في كتب الأطفال، والتي غالبا ما يتم رسمها بشكل رائع. وخلقت حكاية جميما البطة الغبية لـبياتريكس بوتر في عام 1908، بطلة طيور شعبية دائمة.ثم تبعها كتاب آخرون معتمدين على العديد من شخصيات الطيور في كتبهم الموجهة للأطفال من مختلف الأعمار.
قد يكون للطيور في الكتب المخصصة للكبار، معاني رمزية أو نفسية. فعلى سبيل المثال، كان كتاب إوزة الثلج: قصة دونكيرك لبول غاليكو (1940): مثالاً على مصدر متجدد للصداقة في زمن الحرب. وترمز الإوزة إلى كل من البطل رايدر، الفنان الجريح، والعالم الذي جرح بسبب الحرب. ووصفت ت.ه. وايت في كتابها «الصقر» عام 1951 معارك المؤلف «الوحشية والتي غالبا ما تكون قاسية» لتدريب طائره الجارح. في حين تحكي هيلين ماكدونالد في كتابها «حرف ه مثل هاوك» أي صقر، والذي يحاكي كتاب وايت، كيف ساعدها هوسها بالنوع نفسه من الجوارح، بصفتها مربية للصقور، في محنة فقدان والدها.
في الموسيقى

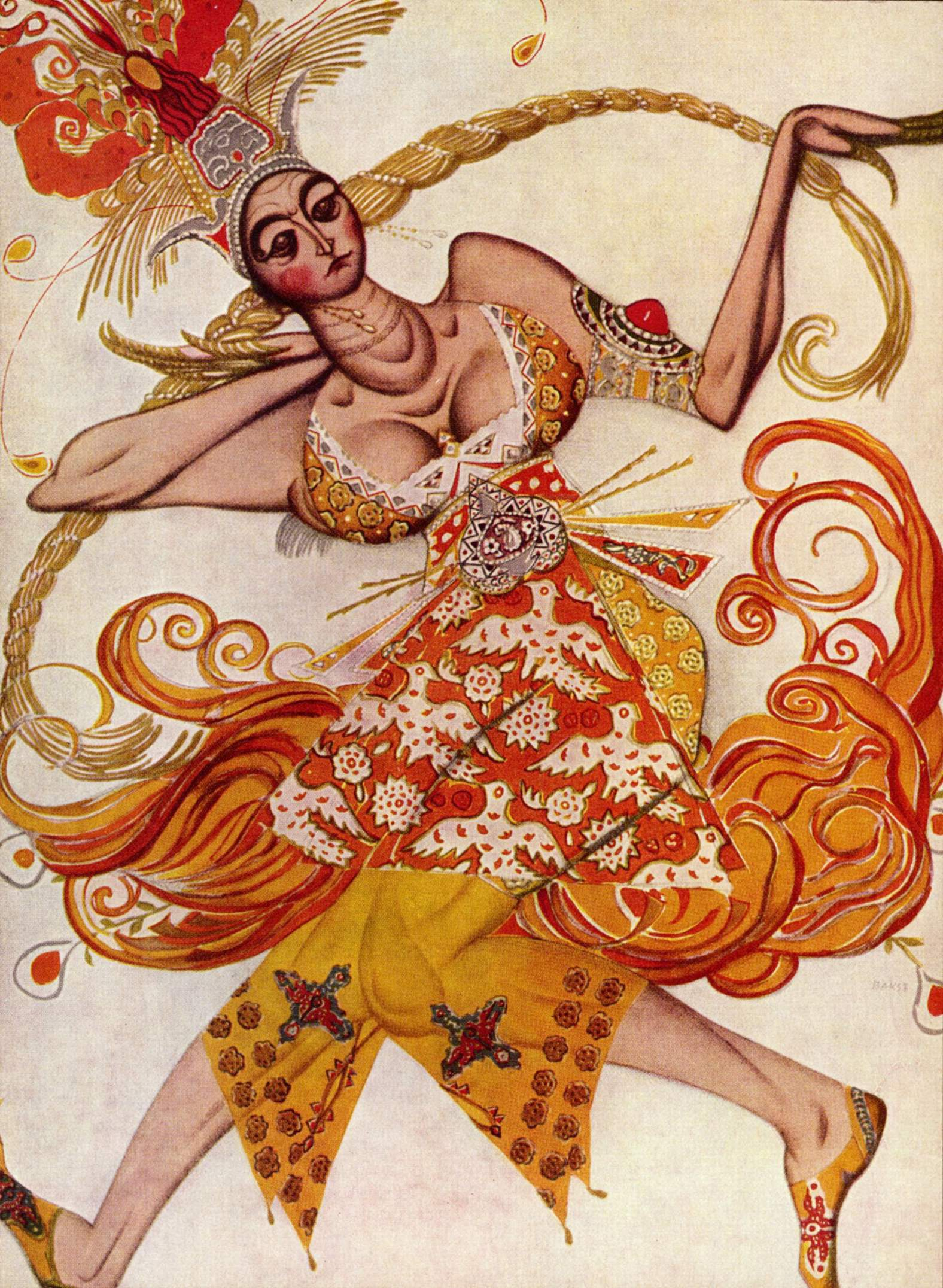
راقصة باليه في رقصة طائر النار بريشة ليون باكست، 1910.

وفي الموسيقى، أثر تغريد العصافير على الملحنين والموسيقيين بطرق عدة: فمن الممكن لهم أن يستوحوا من صوتها أو يقلدوا تغريدها في تأليفهم للموسيقى كما فعل فيفالدي وبيتهوفن، وكذلك الأمر بالنسبة للعديد من الملحنين الذين أتوا بعدهم. كما يمكنهم دمج تسجيلات الطيور في أعمالهم، وهو ما شاهدناه لأول مرة في أعمال أوتورينو ريسبيغي؛ أو كما فعلت بياتريس هاريسون في عام 1924 مع العندليب، وديفيد روتنبرغ في عام 2000 مع طيور السمنة المغردة. كما يمكنهم أيضا أن يغنوا أغنية ثنائية مع الطيور.
صرحت مجموعتان من العلماء على الأقل، وهما مجموعة لويس فيليب بابتيستا وروبن أ. كستر في عام 2005، ومجموعة أ. تيرني وزملاؤه عام 2011، بأن العصافير لديها بنية مشابهة للموسيقى. وصرحت مجموعة بابتيستا وكيستر بأن الطريقة التي تستخدم بها الطيور التنوع في الإيقاع، والعلاقات بين درجات حدة الموسيقى، ومزج النوتات هي موسيقية إلى حد ما، ربما لأن بعض الطيور تستغل التنوع في الأغنية لتتجنب الرتابة، أو لتحاكي أنواعًا أخرى.